# 首席内容官
首席内容官（Chief Content Office，簡稱CCO）是公司执行官之一。首席内容官是近年来出现在网站公司的职位。
负责公司的内容策略、内容营销等事宜，全面负责内容合作、媒资库、内容监控、内容投资等领域。
负责关于公司内容的数字媒体创作和多渠道发表（包括文本、影音、动画等）
首席内容官通常是执行官或高级副总裁。

## 职责
与其他高层人员一样，首席内容官负责监督、协调、策划、执行自己职责范围内的事务，包括：
- 确保内容有利于维持品牌形象，包括内容的风格、质量和语调、易于搜索和用户体验。要对所有发布渠道的内容确保这一点，包括：线上、社交媒体、电子邮件、售卖场所广告、移动设备广告、视频、印刷品、代言人。要对所有消费者确保企业形象。